# Albert Daniel Mercklein

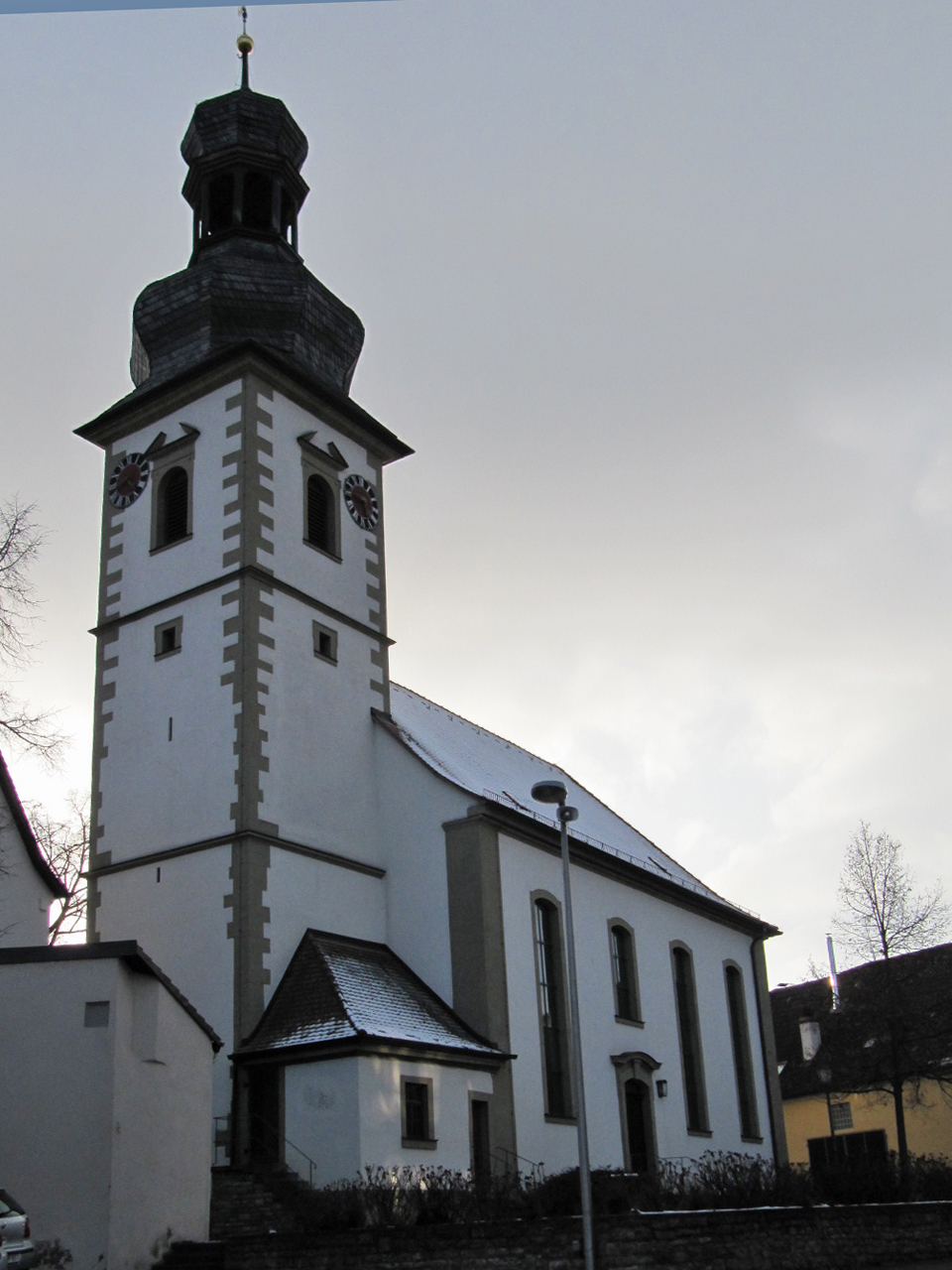
Pfarrkirche St. Johannes in Sickershausen

 Albert Daniel Mercklein (* 15. September 1694 in Windsheim; † 9. September 1752 in Sickershausen) war ein evangelisch-lutherischer Pfarrer, Mathematiker und Physiker.

## Leben
Albert Daniel Mercklein war der Sohn des Juristen und späteren Bürgermeisters von Windsheim Johann Joachim Mercklein (1650–1714) und dessen Ehefrau Anna Polyxena (* 1658), geborene Rücker.
Nach dem Besuch des Gymnasiums studierte Mercklein ab 1713 an der Universität Jena Mathematik, Physik, Philosophie und Philologie und wurde im Jahr 1717 zum Magister der Philosophie promoviert.
Anschließend wirkte er zunächst als Hofmeister, bevor er 1721 Pfarrer in Neckarbischofsheim wurde.
Vor dem Hintergrund der in Aussicht gestellten Professur an der im Markgraftum Ansbach geplanten neuen Universität wechselte er nach Ansbach und betätigte sich als Privatlehrer für Mathematik und Physik.
Nach dem Scheitern des Aufbaus einer Universität konnte er durch Vermittlung der Freiherren von Crailsheim zunächst 1732 eine Patronatsstelle in Rügland und 1735 in Fröhstockheim besetzen.
Von 1740 bis 1746 war Albert Daniel Mercklein Pfarrer in Mainstockheim. 1748 wurde er Pfarrer der von 1747 bis 1748 vom Ansbacher Baumeister Johann David Steingruber neu errichteten Pfarrkirche St. Johannes in Sickershausen, die er selbst am 6. Oktober 1748 weihte.
Sein wissenschaftliches Hauptwerk sind die im Zeitraum von 1732 bis 1737 in fünf Bänden erschienenen „Mathematischen Anfangsgründe“.
Daneben zeigte er die Verwendbarkeit des Proportionalzirkels auf, den er auf Bestellung auch anfertigte und stellte ein brauchbares Verfahren vor, geeignete Glasmassen zur Fertigung von Linsen für Mikroskope und Teleskope zu gewinnen. Im Jahr 1740 erfand er einen holzsparenden Ofen.
Von seinem Schriftverkehr mit Christoph Jacob Trew, einem der bedeutendsten Botaniker des 18. Jahrhunderts und dem Nürnberger Arzt Johann Christoph Götz (1688–1733) sind einige Briefe heute noch in der Universitätsbibliothek Erlangen erhalten.
Am 4. April 1735 wurde Albert Daniel Mercklein mit dem Beinamen Euklides II. als Mitglied (Matrikel-Nr. 450) in die Kaiserlich Leopoldinisch-Carolinische Akademie der Naturforscher aufgenommen.
Er war verheiratet mit Agnes Helene, geborene Ammon, einer Tochter des Pfarrers von Dornhausen Johann Nikolaus Ammon (1681–1763) und dessen Ehefrau Maria Elisabeth, geborene Hoffmann. Das Ehepaar hatte 3 Kinder.

## Schriften
- Mathematische Anfangsgründe, Erster Theil, Darinnen Die Arithmetik. Jungnicol, Franckfurt und Leipzig 1732 (Digitalisat)
- Mathematische Anfangsgründe, Zweyter Theil, Darinnen Die Geometrie. Jungnicol, Franckfurt und Leipzig 1733 (Digitalisat)
- Mathematische Anfangsgründe, Dritter Theil, Darinnen Die Trigonometria plana. Jungnicol, Franckfurt und Leipzig 1734 (Digitalisat)
- Mathematische Anfangsgründe, Vierter Theil, Darinnen Die Architectura Militaris oder Kriegs-Bau-Kunst. Jungnicol, Franckfurt und Leipzig 1735 (Digitalisat)
- Mathematische Anfangsgründe, Fünffter Theil, Darinnen Die Architectura Civili oder die Civil-Baukunst. Jungnicol, Franckfurt und Leipzig 1737 (Digitalisat)

## Briefe
- Brief an Johann Christoph Götz, Rügland 23. November 1733 (Digitalisat)
- Brief an Christoph Jacob Trew, Rügland 21. Dezember 1733 (Digitalisat)
- Brief an Christoph Jacob Trew, Rügland 27. Februar 1734 (Digitalisat)
- Brief an Christoph Jacob Trew, Fröhstockheim 4. Februar 1737 (Digitalisat)
- Brief an Christoph Jacob Trew, Fröhstockheim 28. März 1737 (Digitalisat)
- Brief an Christoph Jacob Trew, Fröhstockheim 6. Juli 1738 (Digitalisat)